# Franco Davín
Franco Davín (Pehuajó, 11 gennaio 1970) è un allenatore di tennis ed ex tennista argentino.

## Carriera

### Tennista
Sconfiggendo Hans Gildemeister al primo turno del torneo di Buenos Aires del 1985 all'età di 15 anni, diventa il più giovante tennista nell'era Open ad aver vinto un incontro del circuito maggiore. Ottiene il suo best ranking in singolare l'8 ottobre 1990 con la 30ª posizione, mentre in doppio raggiunge il rank n° 255 il 9 settembre 1991.
Specialista della terra battuta, vince in carriera tre tornei del circuito ATP: l'ATP Saint-Vincent nel 1989, i Campionati Internazionali di Sicilia nel 1990 e il Romanian Open nel 1994; ottiene entrambe le sue prime due vittorie sconfiggendo Juan Aguilera. Raggiunge in altre sei occasioni la finale di tornei ATP, uscendone però sconfitto. Nel 1991 raggiunge i quarti di finale all'Open di Francia superando tra gli altri l'esperto Martín Jaite prima di uscire per mano di Michael Stich con un il punteggio di 4-6, 4-6, 4-6.
Gioca con la squadra argentina di Coppa Davis in un'unica occasione nel 1995, perdendo entrambi gli incontri disputati nella sfida contro il Cile senza vincere alcun set.

### Allenatore
Dopo aver diretto la squadra argentina di Coppa Davis, diventa l'allenatore di Gastón Gaudio nel periodo in cui quest'ultimo si aggiudica il Roland Garros 2004. È considerato l'allenatore storico di Juan Martín del Potro, che guida alla conquista degli US Open 2009 e della quarta posizione del ranking ATP. Nel 2015 è per un breve periodo il coach di Grigor Dimitrov. Nel novembre del 2016 diventa l'allenatore di Fabio Fognini, che sotto la sua guida entra tra i primi 10 tennisti del mondo e vince il suo primo Masters 1000 a Montecarlo nel 2019. Alla fine di quello stesso anno lascia l'italiano e inizia la collaborazione con Kyle Edmund. Durante la lunga pausa del tennis mondiale per la pandemia di COVID-19 nel 2020, contrae il virus e rischia di morire ma guarisce a fatica e in quel periodo pone fine al rapporto con Edmund. A fine 2020 annuncia l'inizio della collaborazione con Cristian Garín.

## Statistiche

### Tornei ATP

#### Singolare

##### Vittorie (3)
| Legenda singolare                                    |
| Grande Slam (0)                                      |
| ATP World Tour Finals (0)                            |
| ATP Super 9 / ATP Masters Series (0)                 |
| ATP Championship Series / ATP International Gold (0) |
| ATP World Series / ATP International Series (3)      |

| Numero | Data              | Torneo                                        | Superficie  | Avversario in finale | Punteggio |
| 1.     | 14 agosto 1989    | ATP Saint-Vincent, Saint-Vincent              | Terra rossa | Juan Aguilera        | 6-2, 6-2  |
| 2.     | 24 settembre 1990 | Campionati Internazionali di Sicilia, Palermo | Terra rossa | Juan Aguilera        | 6-1, 6-1  |
| 3.     | 12 settembre 1994 | Romanian Open, Bucarest                       | Terra rossa | Goran Ivanišević     | 6-2, 6-4  |

##### Sconfitte in finale (6)
| Legenda singolare                                    |
| Grande Slam (0)                                      |
| ATP World Tour Finals (0)                            |
| ATP Super 9 / ATP Masters Series (0)                 |
| ATP Championship Series / ATP International Gold (0) |
| ATP World Series / ATP International Series (6)      |

| Numero | Data             | Torneo                         | Superficie  | Avversario in finale | Punteggio     |
| 1.     | 10 novembre 1986 | ATP Buenos Aires, Buenos Aires | Terra rossa | Jay Berger           | 3-6, 3-6      |
| 2.     | 12 giugno 1989   | ATP Bologna Outdoor, Bologna   | Terra rossa | Javier Sánchez       | 1-6, 0-6      |
| 3.     | 2 aprile 1990    | Estoril Open, Estoril          | Terra rossa | Emilio Sánchez       | 3-6, 1-6      |
| 4.     | 1º ottobre 1990  | Athens Open, Atene             | Terra rossa | Mark Koevermans      | 7-5, 4-6, 1-6 |
| 5.     | 10 agosto 1992   | ATP Praga, Praga               | Terra rossa | Karel Nováček        | 1-6, 1-6      |
| 6.     | 24 agosto 1992   | Croatia Open Umag, Umago       | Terra rossa | Thomas Muster        | 1-6, 6-4, 4-6 |

### Tornei minori

#### Singolare

##### Vittorie (5)
| Legenda tornei minori |
| Challenger (5)        |
| Futures (0)           |

| Numero | Data              | Torneo                                    | Superficie  | Avversario in finale | Punteggio     |
| 1.     | 14 marzo 1988     | Marrakech Challenger, Marrakech           | Terra rossa | Jordi Arrese         | 6-3, 2-6, 6-4 |
| 2.     | 30 marzo 1992     | Parioli Challenger, Roma                  | Terra rossa | Francisco Roig       | 6-1, 6-4      |
| 3.     | 1º giugno 1992    | Torino Challenger, Torino                 | Terra rossa | Renzo Furlan         | 7-6, 3-6, 6-1 |
| 4.     | 20 settembre 1993 | Oporto Challenger, Porto                  | Terra rossa | Gabriel Markus       | 6-4, 6-3      |
| 5.     | 7 febbraio 1994   | Punta del Este Challenger, Punta del Este | Terra rossa | Gérard Solvès        | 6-2, 4-6, 6-0 |